# برکلی، نیوجرسی
برکلی (به انگلیسی: Berkeley Township) شهری در ایالت نیوجرسی کشور ایالات متحده آمریکا است که جمعیت آن در سرشماری سال ۲۰۱۰ میلادی، ۴۱٬۲۵۵ نفر بوده‌است.